# شفاندورف
شواندورف (بالألمانية: Schwandorf) هي بلدة ألمانية تقع في ألمانيا في Schwandorf (district).

## أعلام
- جوزيف فون ويستفالين
- جورج إيشيرش
- جوسيف برونر
- دوروثيا شتاينر
- جوزيف زينباور